# سنگرام سینگ دوم
سنگرام سینگ دوم (انگلیسی: Sangram Singh II؛ زاده ۲۴ مارس ۱۶۹۰ درگذشته ۱۱ ژانویه ۱۷۳۴) یک حاکم منطقه موار در کشور هند بوده است.